# Niantanso
Niantanso is een gemeente (commune) in de regio Kayes in Mali. De gemeente telt 5100 inwoners (2009).
De gemeente bestaat uit de volgende plaatsen:
- Bokoto
- Dolikoto
- Fria
- Hangaoura
- Niantanso
- Nounkala